# Henderson (Tennessee)
Henderson is een plaats (city) in de Amerikaanse staat Tennessee, en valt bestuurlijk gezien onder Chester County.

## Demografie
Bij de volkstelling in 2000 werd het aantal inwoners vastgesteld op 5670.
In 2006 is het aantal inwoners door het United States Census Bureau geschat op 6235, een stijging van 565 (10.0%).

## Geografie
Volgens het United States Census Bureau beslaat de plaats een oppervlakte van
14,9 km², waarvan 14,8 km² land en 0,1 km² water. Henderson ligt op ongeveer 136 m boven zeeniveau.

## Plaatsen in de nabije omgeving
De onderstaande figuur toont nabijgelegen plaatsen in een straal van 24 km rond Henderson.